# Distrito de Strzyżów
El distrito de Strzyżów (polaco: powiat strzyżowski) es un distrito de Polonia perteneciente al voivodato de Subcarpacia. Su capital es la ciudad de Strzyżów. En 2006 tenía una población de 61 938 habitantes. Está subdividido en 5 municipios, de los cuales uno es rural-urbano y los otros 4 completamente rurales. Se ubica en el oeste del voivodato.

## Subdivisiones
Comprende los siguientes cinco municipios:
| Municipio             | Tipo         | Área (km²) | Población (2006) | Capital  |
| Municipio de Strzyżów | urbano-rural | 140.2      | 20 645           | Strzyżów |
| Municipio de Czudec   | rural        | 85.0       | 11 561           | Czudec   |
| Municipio de Frysztak | rural        | 90.5       | 10 635           | Frysztak |
| Municipio de Niebylec | rural        | 104.4      | 10 606           | Niebylec |
| Municipio de Wiśniowa | rural        | 83.3       | 8491             | Wiśniowa |